# 古城镇站
古城镇站，位于中华人民共和国黑龙江省牡丹江市林口县古城镇，是图佳铁路上的火车站，建于1933年，由哈尔滨铁路局管辖。

## 車站周邊
- 黑龙江省林口林业局
- 林口县古城镇人民政府
- 古城镇第三小学
- 古城镇中学

## 歷史
- 建于1933年。

## 外部連結
- 中国铁路客户服务中心（页面存档备份，存于）